# 5085 Гіппокрена
5085 Гіппокрена (5085 Hippocrene) — астероїд головного поясу, відкритий 14 липня 1977 року.
Тіссеранів параметр щодо Юпітера — 3,597.